# Herlies

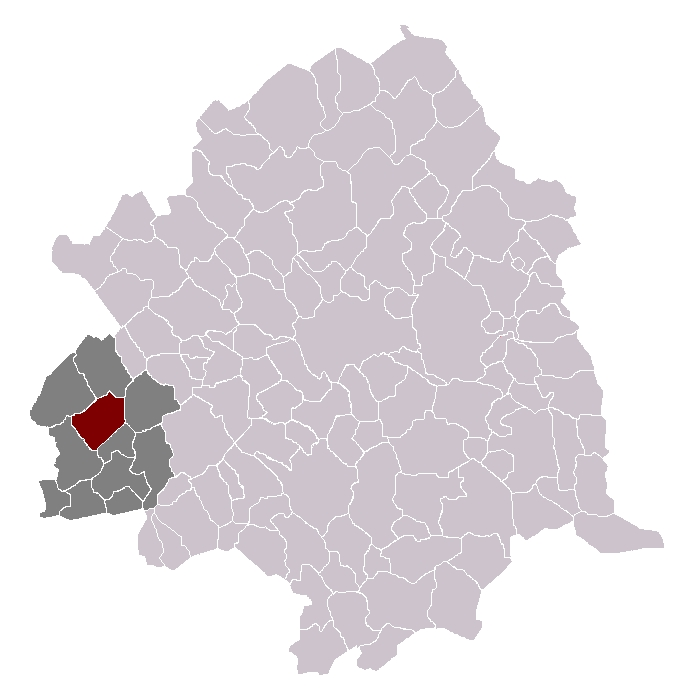
Ubicació d'Herlies dins del cantó i el districte

Herlies és un municipi francès, situat a la regió dels Alts de França, al departament del Nord. L'any 2006 tenia 2.065 habitants. Limita al nord amb Fournes-en-Weppes, a l'oest amb Fromelles, a l'est amb Wicres i al sud amb Illies.

## Demografia
| 1962                                       | 1968 | 1975 | 1982  | 1990  | 1999  | 2006  |
| ------------------------------------------ | ---- | ---- | ----- | ----- | ----- | ----- |
| 802                                        | 805  | 814  | 1.236 | 1.697 | 2.015 | 2.065 |
| Des de 1962: població sense dobles comptes |      |      |       |       |       |       |

## Administració
| Període   | Identitat             | Partit |
| --------- | --------------------- | ------ |
| 2001-2008 | Jules Hayart          | PS     |
| 2008-     | Marie-Françoise Auger |        |